# Diego de Sagredo

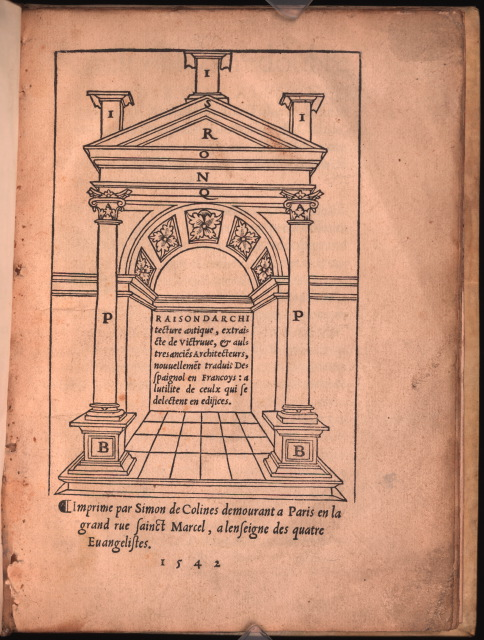
Tradução em francês de Medidas del Romano (Raison d'architecture antique). París, 1542.

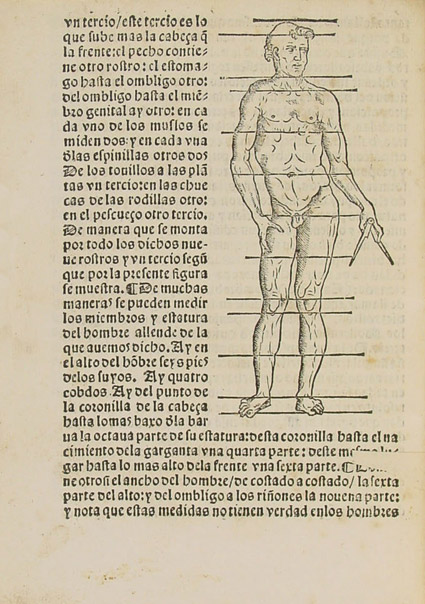
Ilustração de Medidas del Romano com um estudo das proporções humanas.

Diego de Sagredo (Burgos, c. 1490 - Toledo, c. 1528) foi um arquiteto e tratadista sobre arquitetura espanhol, autor de Medidas del Romano (1526), um tratado sobre arquitetura onde difundiu os preceitos de Vitrúvio e que teve uma grande influência sobre a arquitetura renascentista espanhola e portuguesa.